# 고온 (배우)
백철민 (1992년 7월 5일 ~ )은 대한민국의 배우이다.

## 출연작

### 영화
- 《미쓰 와이프》 (2015년) - 박찬진 역

### 드라마
- 《비밀의 문: 의궤 살인 사건》 (2014년, SBS) - 이교 역
- 《킬미힐미》 (2015년, MBC) - 알렉스 역[3]
- 《내일을 향해 뛰어라》 (2015년, SBS) - 우람 역
- 《매칭! 소년양궁부》 (2016년, 웹드라마) - 주승준 역
- 《솔로몬의 위증》 (2016년, JTBC) - 최우혁 역[4]
- 《안단테》 (2017년, KBS1) - 박가람 역
- 《마녀의 법정》 (2017년, KBS2) - 안태규 역
- 《친애하는 판사님께》 (2018년, SBS) - 강인규 역
- 《삼남매가 용감하게》 (2022년, KBS2) - 배동찬 역

### 연극
- 《맨 프럼 어스》 (2014년) - 아트 역

### 뮤직비디오
- 윤하 - 허세 (2015년)
- 김연지 - 잊었니 (2015년)

### 광고
- 갤럭시 S8 큐브무비 - 백철민